# Crocidura hildegardeae
Crocidura hildegardeae és una espècie de mamífer pertanyent a la família de les musaranyes (Soricidae). Fou anomenada en honor de l'antropòloga i zoòloga Hildegarde Beatrice Hinde.
Es troba a Burundi, el Camerun, la República Centreafricana, la República del Congo, la República Democràtica del Congo, Etiòpia, Kenya, Ruanda, Uganda i Tanzània.